# مونکسدگینگن
مونکسدگینگن (به آلمانی: Mönchsdeggingen) یک شهر در آلمان است که در دناو-ریس واقع شده‌است.